# Казаков, Леонид Давыдович
Леонид Давыдович Казаков (род. 25 марта 1951, Куршановичи, Брянская область) — бригадир комплексной бригады строительно-монтажного поезда № 266 треста «Ленабамстрой», Герой Социалистического Труда.

## Биография
Родился 25 марта 1951 года в ныне не существующем посёлке Дубрава Куршановичского сельсовета Климовского района Брянской области в многодетной семье Давыда Никитовича Казакова и Марии Михеевны Казаковой. Давыд Никитович работал бригадиром в колхозе.
В 1968 году окончил Чуровичскую среднюю школу.
Работал на стройках Сибири. Первым на север Иркутской области уехал старший брат Василий, который работал бригадиром на строительстве железной дороги Хребтовая — Усть-Илимск. После окончания школы к нему приехал Леонид. Начав работать грузчиком, за полгода работы в бригаде старшего брата он овладел несколькими строительными специальностями, работал рабочим строительно-монтажного поезда. Потом Леонид учился на бригадира монтеров пути, служил в армии в зенитно-ракетных войсках на Дальнем Востоке (в 1969–1972).
После армии вернулся на прежнее место работы, работал монтажником-бетонщиком, техником-геодезистом, секретарём комитета ВЛКСМ строительно-монтажного поезда.
В 1974 году вступил в КПСС.
Осенью 1974 года Л. Д. Казаков поехал на БАМ.
В 1974—1980 годах — бригадир монтажников-бетонщиков строительно-монтажного поезда управления «Ангарстрой», а в 1980—1985 годах — бригадир комплексной бригады строительно-монтажного поезда № 266 треста «Ленабамстрой» в Усть-Кутском районе Иркутской области.
«…Я думал о Леониде Казакове, пытался определить для себя главную черту этого доброго, честного, бесхитростного характера, и мне, кажется, удалось это сделать. Надежность! Он надежен во всем, бригадир Казаков, – и в трудном деле, и в дружбе. И разве не символично, что именно ему доверили сооружать трубы – основу основ будущей магистрали. И еще мне подумалось: пройти бы ему по жизни, не сломившись да не возгордившись, через все тяготы, которыми богата судьба строителя, через признание и похвалу, коими не обделяют у нас трудящегося человека…»
Указом Президиума Верховного Совета СССР от 5 февраля 1981 года «за выдающиеся успехи и проявленный трудовой героизм при строительстве Байкало-Амурской железнодорожной магистрали» Казакову Леониду Давыдовичу присвоено звание Героя Социалистического Труда с вручением ордена Ленина и золотой медали «Серп и Молот».
На ХХVI съезде КПСС избран членом Центрального Комитета КПСС.
Первый секретарь Иркутского обкома партии Н. В. Банников прилетел в Звездный, где вручил Л. Д. Казакову Золотую Звезду Героя..
В 1984 году заочно окончил Иркутский институт инженеров железнодорожного транспорта, а затем Академию общественных наук при ЦК КПСС.
Член ЦК КПСС (1981—1990). Член Центральной ревизионной комиссии КПСС (1976—1981). Делегат XXV, ХХVI и ХХVII съездов КПСС.
В 1985—1990 годах — секретарь ВЦСПС.
В последующие годы работал на руководящих должностях крупных строек Сахалина, Дальнего Востока и Якутии (в частности, работал главным специалистом на строительстве АЯМ).
С 2012 года — на пенсии. Ведёт активный образ жизни, передаёт свой жизненный опыт молодому поколению.
Живёт в Москве.

## Награды
Лауреат премии Ленинского комсомола (1976).
Награждён орденами Ленина (05.02.1981), «Знак Почёта» (07.02.1974), медалью «За строительство Байкало-Амурской магистрали» (1977), знаками «Почётный транспортный строитель» (1981) и «Почётный железнодорожник».

## Семья
Отец — Давыд Никитович Казаков. Принимал участие в Великой Отечественной войне, был ранен. Мать — Мария Михеевна Казакова. Братья — Иван, Василий, Николай и Сергей. Сестра Мария.
Жена — Галина (работала учительницей начальных классов).
Сын — Максим. Окончил Московский геологоразведочный институт.
Дочь — Наталья. Окончила Московский институт управления. Ныне работает в Сколково.